# Birgit Prinz
Birgit Prinz (født 25. oktober 1977) er en tysk tidligere fodboldspiller. Hun var anfører for det tyske landshold gennem mange år og blev valgt til årets fodboldspiller i verden tre år i træk 2003-2005. Hun var topscorer ved VM i 2003 med syv mål og blev otte gange valgt til årets kvindelige fodboldspiller i Tyskland, senest i 2008. Desuden har hun som den eneste i verden scoret mindst et mål ved hvert OL fra 1996 til 2008. 

## Karriere

### Klub
Prinz var som ganske ung et stort talent, og hun fik en specialtilladelse til at spille seniorfodbold allerede som femtenårig. På dette tidspunkt var hun tilknyttet FSV Frankfurt, hvor hun sammen med Sandra Smisek udgjorde en frygtet angrebsduo (kaldet "Keks und Krümel"). I 1998 skiftede hun til naboklubben 1. FFC Frankfurt, og her spillede hun til 2011 (afbrudt af en kort afstikker til amerikansk fodbold, hvor hun spillede i slutspillet for Carolina Courage i 2002). 
Hun stoppede sin karriere i august 2011, men hun spillede kortvarigt enkelte kampe for TSG 1899 Hoffenheim i den følgende sæson.
Hun opnåede at vinde ni tyske mesterskaber med henholdsvis FSV (to mesterskaber) og 1. FFC (syv) og vinde ti tyske pokalmesterskaber (heraf to med FSV), og derudover vandt hun tre Champions League-titler.
Hun blev bundesligatopscorer fire gange (1997, 1998, 2001 og 2007) og kåret til Tysklands bedste kvindelige fodboldspiller otte gange (hvert år mellem 2001 og 2008).

### Landshold
Birgit Prinz debuterede på det tyske A-landshold i juni 1994 som blot sekstenårig i en kamp mod Canada, og hun scorede sejrsmålet til 2-1 i sin første kamp. Hun blev snart fast kvinde på holdkortet, når tyskerne spillede, og hun var med til at blive europamester for Tyskland første gang i 1995.
Hun var med til OL første gang i 1996 i Atlanta, hvor tyskerne blev nummer fem, og året efter var hun med til at genvinde europamesterskabet.
Ved OL 2000 i Sydney vandt tyskerne sikkert deres pulje, men tabte derpå til Norge i semifinalen, inden de sikrede sig bronzemedaljer med sejr i kampen om tredjepladsen over Brasilien, mens Norge fik guld med finalesejr over USA.
I 2001 var Prinz med til igen at vinde europamesterskabet, og i 2003 var hun med til at vinde sin første VM-titel.
I 2004 stillede hun igen op for Tyskland ved OL i Athen. Holdet vandt sikkert indledende pulje, men tabte igen semifinalen, denne gang til USA efter forlænget spilletid. Også denne gang blev til bronze efter sejr over Sverige, mens USA vandt guld med sejr over Brasilien.
I 2005 vandt hun sin fjerde EM-titel, og i 2006 var hun med til at vinde Algarve Cup. I 2007 genvandt tyskerne VM-titlen.
Ved OL 2008 i Beijing, hvor der nu var seksten hold med, blev tyskerne nummer to i indledende pulje, og derpå besejrede de Sverige i kvartfinalen efter forlænget spilletid. For tredje OL i træk tabte de i semifinalen, denne gang til Brasilien, inden de igen sikrede sig bronze med sejr over Japan, mens USA fik guld og Brasilien sølv.
Prinz vandt sin sidste landsholdstitel med sit femte EM.
I alt spillede hun 214 landskampe og scorede 128 mål. Da hun spillede sin sidste landskamp i kvartfinalen ved VM 2011, var hun den europæer, der havde spillet flest landskampe; en rekord, der siden er overtaget af svensk Caroline Seger.
Hun blev kåret til verdens bedste kvindelige fodboldspiller tre gange i træk: 2003, 2004 og 2005.

## Efterfølgende karriere
Siden 2012 har hun arbejdet som sportspsykolog for mændenes og kvindernes hold i 1. Bundesliga klubben TSG 1899 Hoffenheim.

## Hæder

### Individuel
- Årets fodboldspiller (FIFA): Vinder (3) 2003, 2004, 2005; Toer (5) 2002, 2007, 2008, 2009, 2010
- Fußballer des Jahres: Vinder (8) 2001, 2002, 2003, 2004, 2005, 2006, 2007, 2008
- EM i fodbold Golden Player: Vinder 1995
- Nummer to til alle tider førende topscorer ved VM i fodbold for kvinder – 14 mål (næst efter Marta)[16]
- Nummer to til alle tider førende topscorer kvindernes olympiske fodboldturnering – 10 mål (næst efter Cristiane)
- Golden Ball vinder: VM i fodbold for kvinder 2003
- Topscorer VM i fodbold for kvinder 2003
- VM i fodbold for kvinder 2003 All star hold: 2003
- Silver Ball vinder: VM i fodbold for kvinder 2007
- 2007 FIFA Women's World Cup All star team: 2007
- Topscorer Bundesliga: (4) 1996–97, 1997–98, 2000–01, 2006–07
- Silbernes Lorbeerblatt: 2007